# ボスカ天文台
ボスカ天文台（Observatorium Bosscha、Bosscha Observatory）は、インドネシアで最も古い天文台で、ジャワ島のバンドンの北15 kmの場所、東経107度36分、南緯6度49分にある。海抜1,310 mの場所にある。
ボスカ天文台は1920年代にオランダ領インド天文学会（NSIB:Nederlandsch-Indische Sterrenkundige Vereeniging）によって建設が進められ、Malabarの茶のプランテーション経営者Karel Albert Rudolf Bosschaが資金を寄付したので、ボスカ天文台と名づけられた。
建設は1923年に開始され、1928年に完成した。第二次世界大戦中は日本のインドネシア占領によって、日本の天文学者、宮地政司らによって観測が続けられた。1951年に天文台の運営はインドネシア政府に移され、1959年バンドン工科大学（ITB：Institut Teknologi Bandung)の施設となり、インドネシアの天文学研究、教育に対して重要な役割を担ってきた。